# Красний Бір (Березинський район)
Красний Бір, іноді трапляється варіант Червоний Бір (біл. вёска Красны Бор, вёска Чырвоны Бор) — село в складі Березинського району Мінської області, Білорусь. Село підпорядковане Капланецькій сільській раді, розташоване в східній частині області.